# Nananthus vittatus
Nananthus vittatus är en isörtsväxtart som först beskrevs av Nicholas Edward Brown, och fick sitt nu gällande namn av Schwant. Nananthus vittatus ingår i släktet Nananthus och familjen isörtsväxter. Inga underarter finns listade i Catalogue of Life.

## Bildgalleri

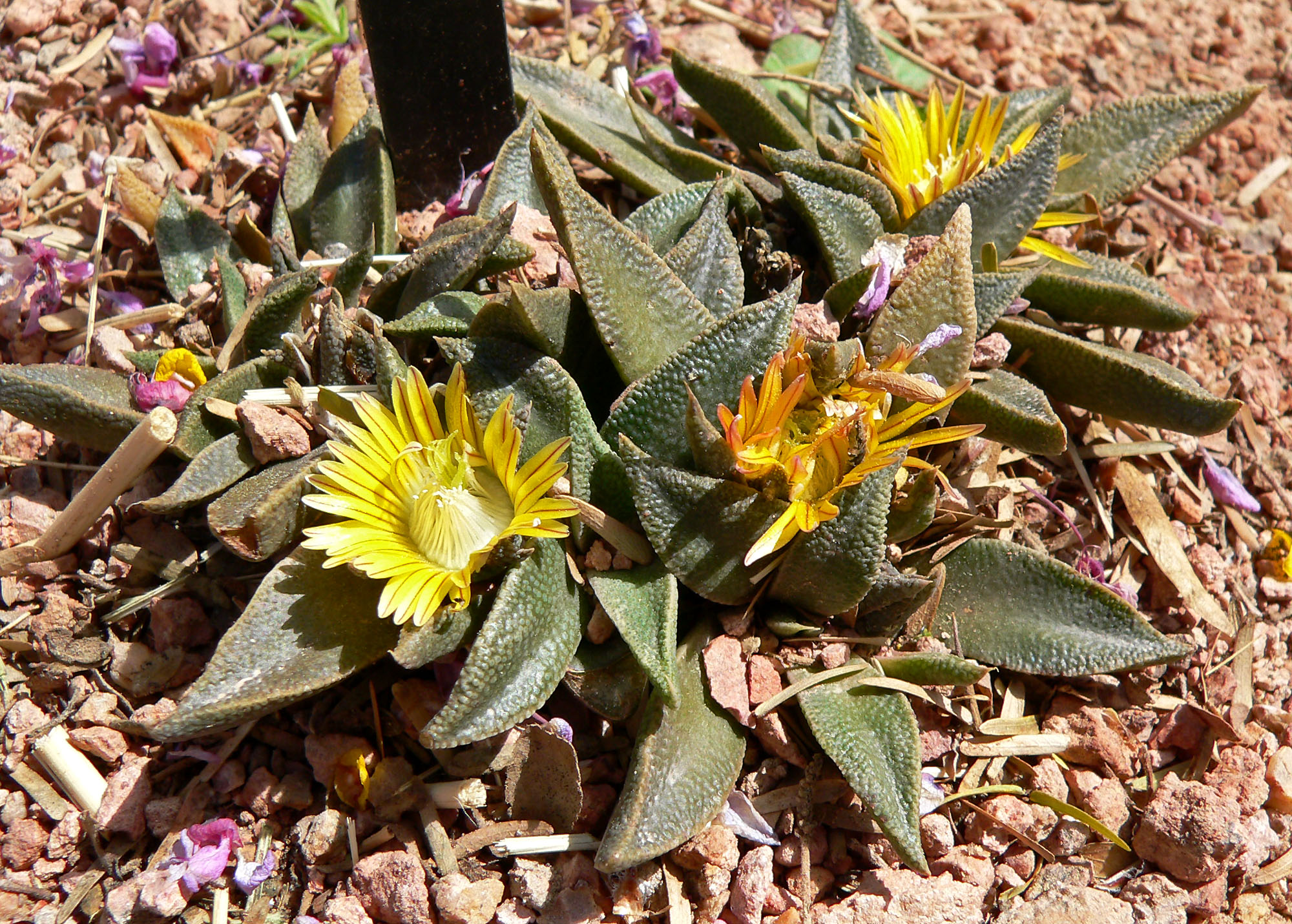
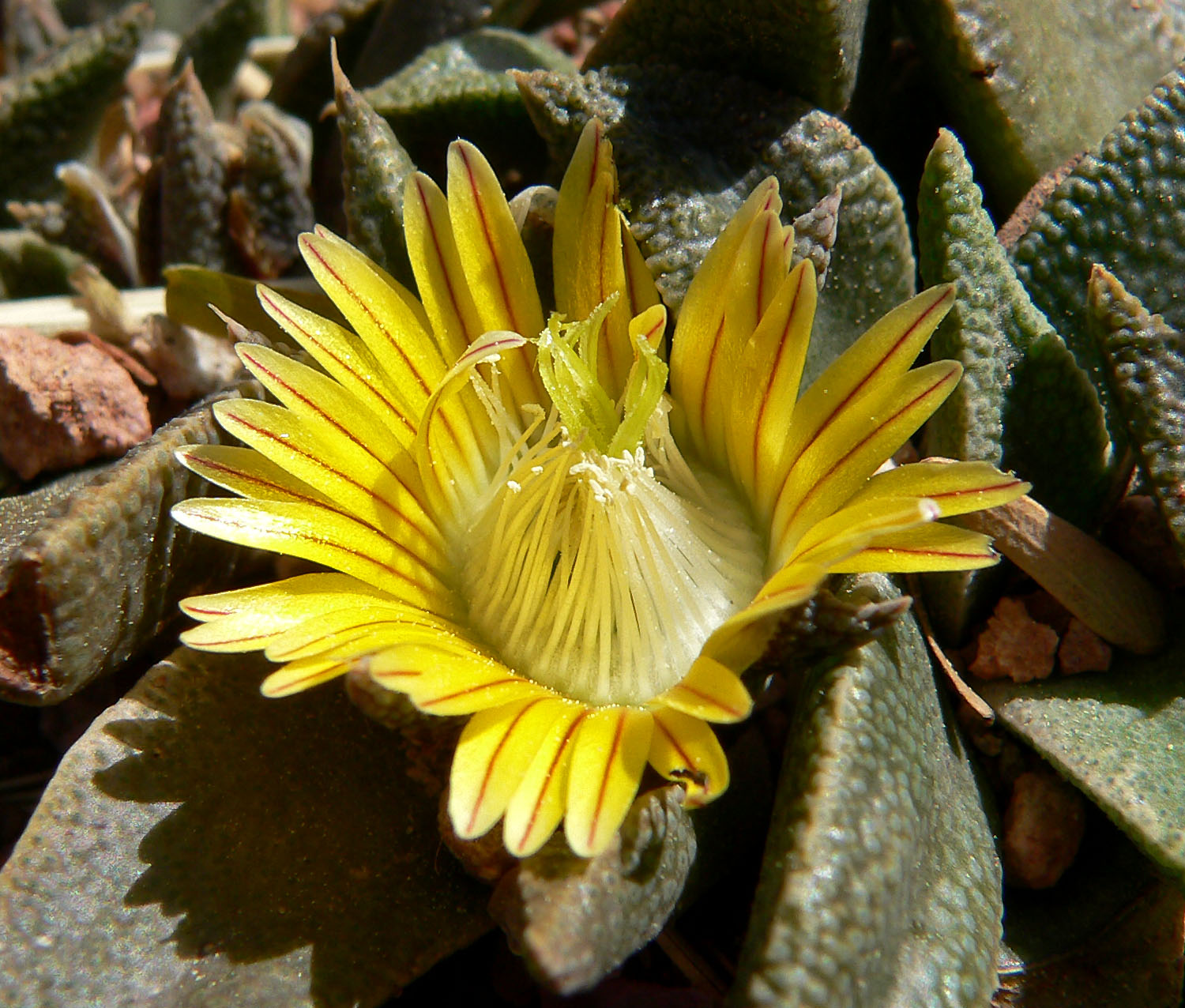
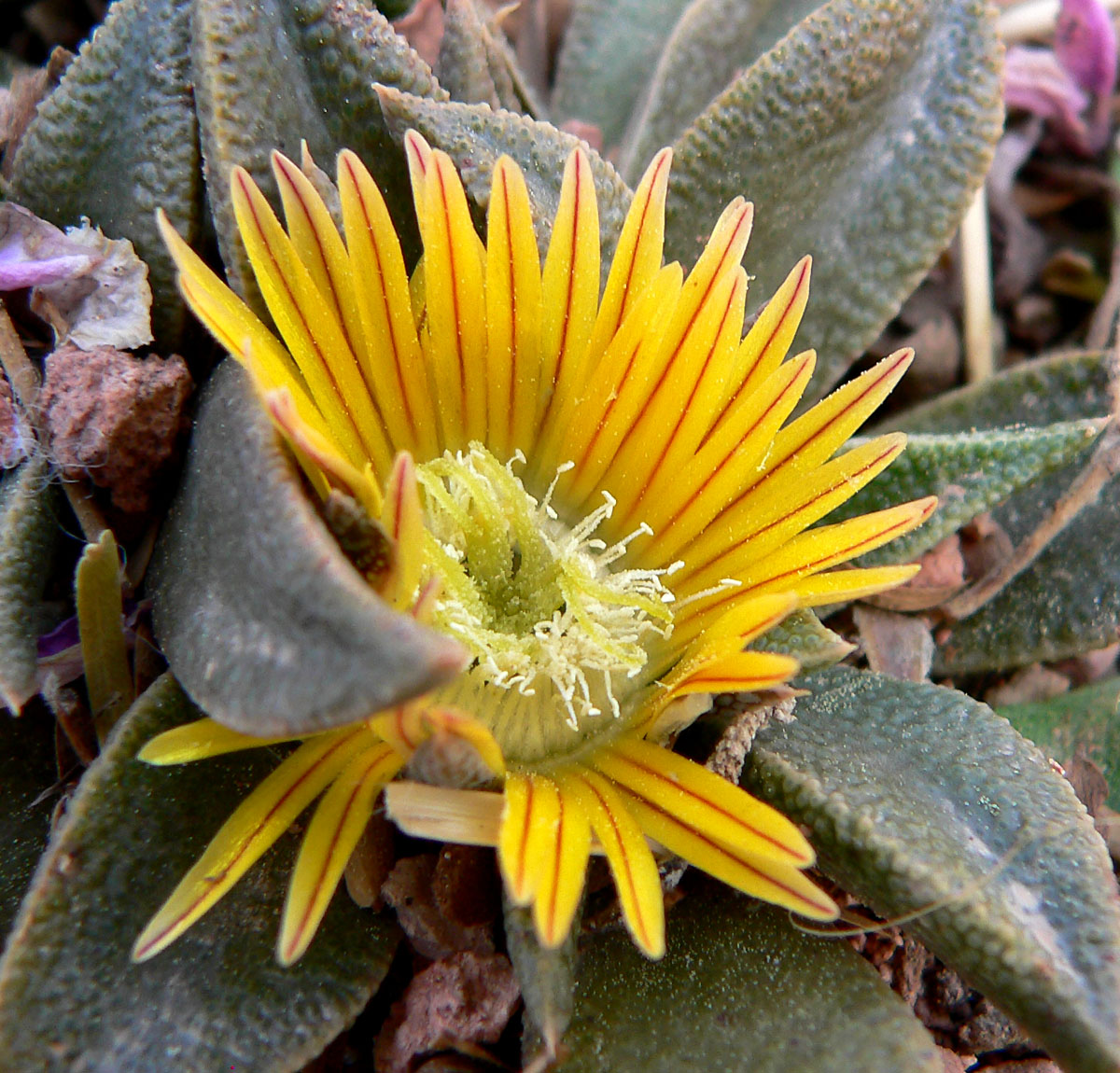
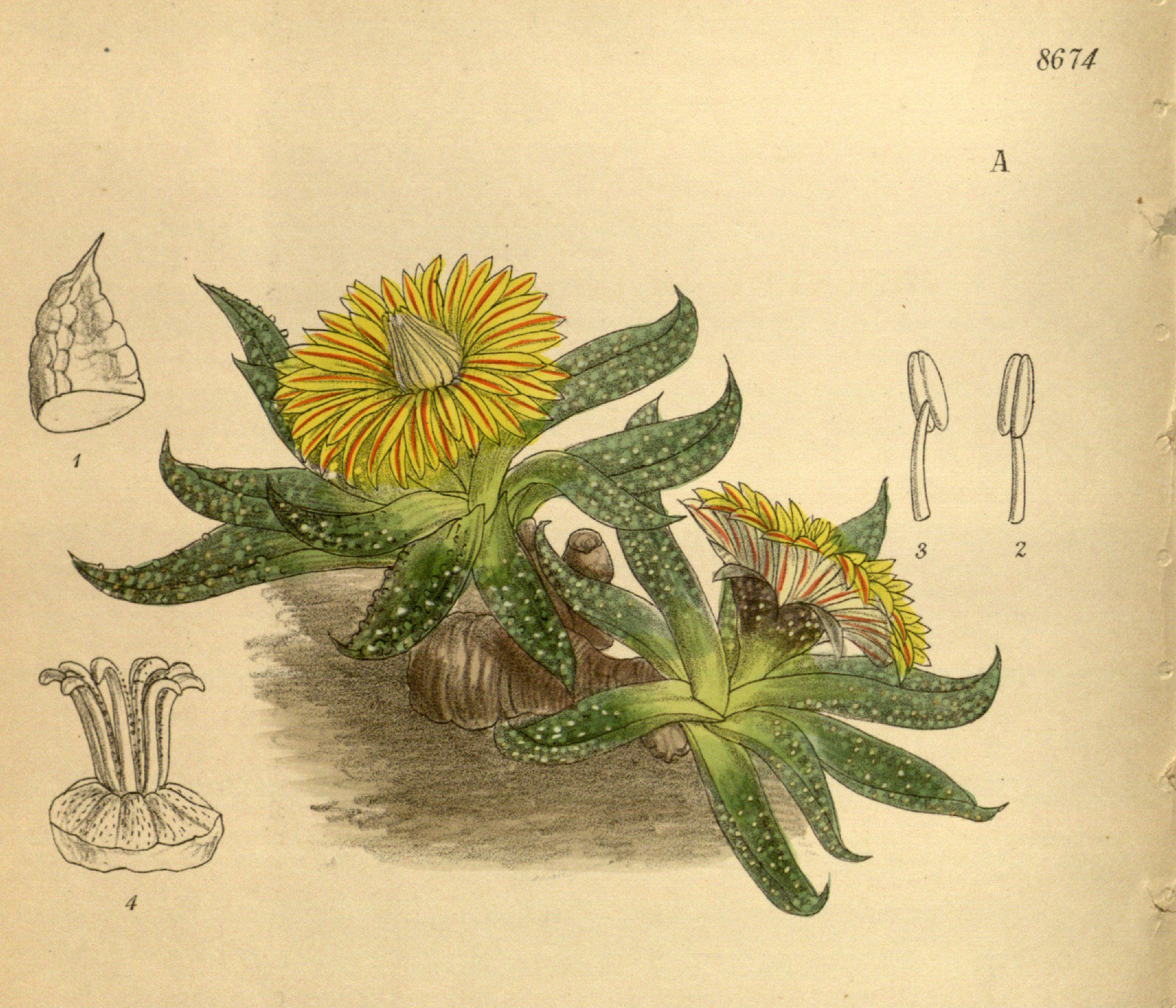